# 4717 Kaneko
4717 Kaneko (1989 WX) là một tiểu hành tinh vành đai chính được phát hiện ngày 20 tháng 11 năm 1989 bởi Mizuno và Furuta ở Kani.